# Jan Cornelis de Ridder
Jan Cornelis de Ridder (Rhenen, 9 februari 1921 – Hardinxveld-Giessendam, 26 oktober 2004) was een Nederlands politicus van de ARP.
Hij was chef van de afdeling financiën en belastingen bij de gemeentesecretarie van Leidschendam voor hij in september 1957 benoemd werd tot burgemeester van de gemeenten Ameide en Tienhoven. In januari 1966 volgde zijn benoeming tot burgemeester van Hendrik-Ido-Ambacht. Vanwege gezondheidsproblemen werd hem in januari 1978 ontslag verleend. Eind 2004 overleed De Ridder op 83-jarige leeftijd.